# Elecciones parlamentarias de Checoslovaquia de 1946
El 26 de mayo de 1946 se celebraron en Checoslovaquia elecciones parlamentarias. El Partido Comunista de Checoslovaquia emergió como la primera fuerza del país, ganando 114 de los 300 escaños del Parlamento (93 para el partido principal y 21 para su rama Eslovaca, el Partido Comunista de Eslovaquia) con el 38% de los votos (31% para el principal partido y 6.9% para la rama eslovaca). Este fue el mejor resultado para un partido político en Checoslovaquia hasta entonces; anteriormente ningún partido checoslovaco había obtenido más del 25% de los votos. La participación electoral fue del 93,9%.
Las elecciones a la Asamblea Nacional Constituyente de Checoslovaquia, celebradas el 26 de mayo de 1946, fueron las primeras elecciones nacionales después de la restauración de la república sobre los principios expresados por el Programa del Nuevo Gobierno Checoslovaco del Frente Nacional de Checos y Eslovacos (el llamado Programa Košice) proclamado el 5 de abril de 1945, sobre la base del cual se estableció un régimen político de democracia regulada, eufemísticamente llamada democracia popular, en la República Checoslovaca (ver Tercera República). En las elecciones, sólo los partidos políticos del Frente Nacional de Checos y Eslovacos pudieron presentarse como candidatos, mientras que fueron prohibidos, por ejemplo. El Partido Republicano de Agricultores y Campesinos (el llamado Partido Agrario), que fue el partido más fuerte en Checoslovaquia durante la primera República Checoslovaca, así como el Partido Popular Eslovaco de Hlinka, que mantuvo la simpatía entre una parte del público eslovaco.
La participación fue del 93,9%. Mientras que en la República Checa, Moravia y Silesia, el Partido Comunista de Checoslovaquia (KSČ) emergió de las elecciones como el partido más fuerte también a escala nacional (31,05% de los votos válidos) ganó las elecciones, en Eslovaquia el Partido Democrático (DS) recibió el mayor apoyo, con el 62% de los votos válidos obteniendo la mayoría de los votos. Las elecciones también introdujeron los llamados votos en blanco o blancos, que podían ser emitidos por los votantes si no estaban de acuerdo con las políticas del Frente Nacional. Un total de 0,45% de los votantes lo hicieron.

## Antecedentes
Después de la Segunda Guerra Mundial, se formó una Asamblea Nacional interna de 300 miembros, reunida por primera vez el 28 de octubre de 1945. La Asamblea creó un nuevo sistema electoral con el país dividido en 28 circunscripciones; 150 miembros eran elegidos por Bohemia, 81 por Moravia y Silesia y 69 por Eslovaquia. La edad para votar fue bajada a 18 años, pero solo los checos, eslovacos y otros eslavos podían registrarse para votar.

## Candidatos
En los países de República Checa y Moravia-Silesia, se presentó una lista unificada de candidatos del Frente Nacional que contenía 40 candidatos de cuatro partidos políticos (Partido Comunista de Checoslovaquia, Partido Nacional Social Checoslovaco, Socialdemocracia Checoslovaca y Partido Popular Checoslovaco). Además, se reservaron 40 puestos de candidatos para representantes de las llamadas organizaciones internacionales: 10 para el Consejo Central de Sindicatos, 8 para el Sindicato Unido de Agricultores Checoslovacos, 2 para el Sindicato Central, 2 para el Sindicato Central, 4 para el Consejo Central de Cooperativas, 3 para el Comité Nacional Central de Educación Física, 3 para la Unión de la Juventud Checa y 8 para otros componentes significativos de la vida pública.
En Eslovaquia, también se creó una lista única de candidatos del Frente Nacional, que contenía 40 candidatos para cada uno de los dos partidos políticos permitidos en Eslovaquia (el Partido Comunista de Eslovaquia y el Partido Demócrata). Además, se determinaron los siguientes números: 14 candidatos para sindicatos (4 para la sede de los sindicatos de Eslovaquia, 4 para la Unión Unida de Ciudadanos Mayores Eslovacos, 2 para la Unión Juvenil Eslovaca, 2 para la Unión de Mujeres Eslovacas) y 1 candidato debía ser no partidista. Se reservaron 5 candidatos para los rutenos. Para cada diputado se elegía al mismo tiempo su suplente.
Estos fueron los únicos partidos políticos que se permitieron después de la guerra. En este sistema de posguerra, a diferencia del parlamento de la democracia de la Primera República, ya no se consideraba el partido de gobierno o de coalición y los partidos de oposición, sino la participación de todos los partidos en el gobierno, pero con la distribución de los puestos de poder. según los resultados de las elecciones. Tampoco había un sistema de votos preferenciales. En las elecciones se introdujeron las llamadas boletas blancas (o papeletas en blanco), que pretendían mostrar el desacuerdo con la política del Frente Nacional.
| Partido | Partido                                                                | Ideología | Líder              |
| ------- | ---------------------------------------------------------------------- | --- | ------------------ |
|         | Partido Comunista de Checoslovaquia - Bohemia, Silesia y Moravia (KSČ) | Izquierda Comunismo Marxismo-leninismo                                                                       | Klement Gottwald   |
|         | Partido Comunista de Eslovaquia (KSS)                                  | Izquierda Comunismo Marxismo-leninismo                                                                       | Štefan Bašťovanský |
|         | Partido Nacional Social Checo (ČSNS)                                   | Centro/Centroizquierda Nacionalismo de izquierda Socialismo conservador Nacionalismo cívico Euroescepticismo | Petr Zenkl         |
|         | Partido Popular Checoslovaco (ČSL)                                     | Centro/centroderecha Democracia cristiana Conservadurismo social Regionalismo Centrismo                      | Jan Šrámek         |
|         | Partido Democrático (DS)                                               | Centroderecha Conservadurismo social Agrarismo                                                               | Jozef Lettrich     |
|         | Partido Socialdemócrata Checo (ČSSD)                                   | Centroizquierda Socialdemocracia                                                                             | Zdeněk Fierlinger  |
|         | Partido de la Libertad (SS)                                            | Centro/Centroderecha Democracia cristiana Republicanismo                                                     | Vavro Šrobár       |
|         | Partido Laborista (SP)                                                 | Centroizquierda Socialdemocracia                                                                             | Ivan Frlička       |

## Resultados

### Nivel general
Poco antes de las elecciones, la capacidad de votación se redujo de 21 a 18 años. Un total de 7.099.411 votantes votaron en las elecciones. En las tierras checas, el Partido Comunista logró los mejores resultados en los distritos de los que fue desplazada la población alemana original, la mayoría en el distrito de Tachov: 70,45% de los votos. Aunque el Partido Democrático ganó la mayoría de los votos en Eslovaquia (61,43%), la elección del Partido Comunista en las tierras checas significó su desaparición y el Partido Comunista ganó así el poder en toda Checoslovaquia.
|  | 31.19 % |

|  | 6.89 % |

|  | 38.08 % |

|  | 18.37 % |

|  | 15.71 % |

|  | 14.14 % |

|  | 12.10 % |

|  | 0.85 % |

|  | 0.71 % |

|  | 99.17 % |

|  | 0.83 % |

|  | 100.00 % |

|  | 93.86 % |

### Resultado por región
|  | 43.39 % |

|  | 25.28 % |

|  | 16.32 % |

|  | 15.01 % |

|  | 99.69 % |

|  | 0.31 % |

|  | 100.00 % |

|  | 97.12 % |

|  | 34.61 % |

|  | 27.68 % |

|  | 20.89 % |

|  | 16.82 % |

|  | 99.56 % |

|  | 0.44 % |

|  | 100.00 % |

|  | 79.53 % |

|  | 62.50 % |

|  | 30.61 % |

|  | 3.76 % |

|  | 3.13 % |

|  | 99.21 % |

|  | 0.79 % |

|  | 100.00 % |

|  | 84.60 % |

## Impacto de las elecciones
El resultado de las elecciones significó el fortalecimiento del Partido Comunista de Checoslovaquia. El comunista Klement Gottwald se convirtió, por lo tanto, en el jefe del gobierno. Sin embargo, se conservó el sistema del Frente Nacional y una amplia coalición de partidos. Los comunistas tenían nueve representantes en el nuevo gobierno (siete checos y dos eslovacos), los nacional sociales, el Partido Popular y los demócratas eslovacos cuatro cada uno, los socialdemócratas tres y dos ministros sin afiliación partidista.
Las elecciones también determinaron la composición de otros órganos legislativos y autónomos. Sobre la base de sus resultados, por ejemplo, se introdujeron cambios en la composición del Consejo Nacional Eslovaco. De conformidad con el Decreto del Consejo Nacional Eslovaco 91/1946 sobre la renovación del Consejo Nacional Eslovaco sobre la base del resultado de las elecciones al Ústavodarný národný shromaždenia, los partidos políticos debían presentar una lista de candidatos para el SNR y se les asignaría un escaño en el SNR en proporción a los resultados de las elecciones nacionales. Por analogía, los resultados de las elecciones nacionales se aplicaron a la redistribución de escaños en los comités nacionales locales. En las tierras checas, esto significó una entrada significativa del Partido Comunista en la dirección de los comités locales y de distrito. En el 37,5% de los comités nacionales locales, el Partido Comunista obtuvo la mayoría absoluta de escaños, y de los 163 presidentes de los comités nacionales de distrito, 128 eran ahora del Partido Comunista.